# Мільтон Емілія Давидівна
Емілія Давидівна Мільтон (повне прізвище Мільтон-Краснопольська ; (нар. 2 травня [15 травня] 1902, Умань — пом. 12 лютого 1978, Москва, РРФСР, СРСР) — радянська актриса, Заслужена артистка РРФСР (1960).

## Життєпис
Починала кар'єру актриси із ролі в одеському театрі «Червоний факел». Потім служила в Театрі російської драми в Києві, Харківському театрі драми, Театрі імені Гоголя в Москві, а також два сезони в Театрі на Малій Бронній. У 1960 році їй було присвоєно звання заслуженої артистки РРФСР.
Слава прийшла до Емілії Давидівни з виходом серіалу «Сімнадцять миттєвостей весни». Фрау Зауріх з'явилася в сюжеті випадково, її не було ні романі, ні в сценарії. Режисер Тетяна Ліознова ввела цього персонажа у фільм, щоб якось олюднити образ розвідника, «утеплити», пом'якшити надто серйозного героя. Сцени зустрічей фрау Зауріх зі Штірліцем писалися буквально на знімальному майданчику, і актриса схоплювала будь-які вказівки та пропозиції та сміливо імпровізувала.
|  | Як кожній людині треба в житті своєму посадити хоч одне деревце, так і акторові — залишити пам'ять про себе, навіть не в спектаклі, а рядками віршів, пісні… |

Ці слова належать Емілії Мільтон.
Померла Емілія Мільтон 12 лютого 1978 на 76-му році життя після перенесеного інфаркту міокарда. Похована на Введенському (Німецькому) цвинтарі поруч із чоловіком — актором Олексієм Краснопольським (ділянка № 25).

## Фільмографія
1. 1936 — Том Соєр — вдова Дуглас (Київська кіностудія «Українфільм»)
2. 1939 — Велике життя — Ліда Іванова, дружина Никифора Степановича
3. 1941 — Богдан Хмельницький — епізод
4. 1955 — Багаття безсмертя — королева Єлизавета I
5. 1956 — Як Джанні потрапив до пекла — Цита
6. 1959 — Йшли солдати... — акторка
7. 1965 — Рано вранці — медсестра в літньому таборі
8. 1970 — Увага, черепаха! — глухувата акторка
9. 1972 — Слідство ведуть ЗнаТоКи. Шантаж — Прахова
10. 1973 — Сімнадцять миттєвостей весни — фрау Зауріх
11. 1973 — Кортик — Підволоцька, бабуся Лелі, вдова професора морської академії
12. 1974 — Північна рапсодія
13. 1974 — Шпак і Ліра — ворожка Аліхуб
14. 1974 — Совість — сусідка Кудрявцева, капітанша з 14-ї квартири
15. 1975 — Приголомшливий Берендеєв
16. 1975 — Втеча містера Мак-Кінлі — черниця на прес-конференції (немає в титрах)
17. 1976 — Легенда про Тіля — власниця шинку
18. 1976 — Марк Твен проти... — Тітонька Віллер
19. 1976 — Поки арба не перекинулася — Кесарія
20. 1978 — Доброта — Павла Василівна